# 若洛貝 (特諾皮爾州)
50°4′33″N 25°41′21″E / 50.07583°N 25.68917°E
若洛貝（羅馬化：Zholoby）是位於烏克蘭西部特諾皮爾州克列梅涅茨區的村莊，始建於1548年，面積17.4平方公里，2001年人口1,169，人口密度每平方公里67.4人。